# 俗物王
『俗物王』（ぞくぶつおう）は、鶴屋次楼原作、藤崎ヒトシ作画による日本の漫画。コミックモーニングにて連載、のちに8巻の単行本となる。

## 書誌情報
- 『俗物王』講談社〈モーニングKC〉、全8巻
  - 1巻、1992年11月19日発売、ISBN 978-4-06-328306-8
  - 2巻、1993年2月20日発売、ISBN 978-4-06-328314-3
  - 3巻、1993年5月20日発売、ISBN 978-4-06-328324-2
  - 4巻、1993年8月20日発売、ISBN 978-4-06-328333-4
  - 5巻、1993年11月19日発売、ISBN 978-4-06-328343-3
  - 6巻、1994年1月20日発売、ISBN 978-4-06-328351-8
  - 7巻、1994年2月21日発売、ISBN 978-4-06-328353-2
  - 8巻、1994年3月18日発売、ISBN 978-4-06-328359-4